# Rifugio Gabriele Boccalatte e Mario Piolti
Il rifugio Gabriele Boccalatte e Mario Piolti (sovente indicato solamente come rifugio Boccalatte - nato come capanna delle Grandes Jorasses) è un rifugio situato nel comune di Courmayeur (AO), in val Ferret, nelle Alpi Graie, a 2803 m s.l.m.

## Storia
Il luogo ove sorge il rifugio fu individuato nel 1864 da Edward Whymper, che con le sue guide stava cercando di raggiungere le Grandes Jorasses. In virtù della posizione strategica del luogo e dello splendido panorama fu costruito in tutta fretta, nel 1881 e così fu uno dei primi rifugi sul versante italiano del massiccio del Monte Bianco. Inizialmente interamente in legno, fu dotato di muri di pietra negli anni trenta, e da allora è stato ristrutturato più volte: nel 1944 e nel 1984.
È intitolato a Gabriele Boccalatte e Mario Piolti, alpinisti di Torino morti sulla sud dell'Aiguille de Triolet nel 1938 a causa di pietre che, cadendo, li travolsero.
Dal 2016, dopo 7 anni di chiusura imposta nel 2009 dal rischio di crollo del seracco Whymper e a seguito di una serie di lavori di ristrutturazione, il Rifugio è stato dato in gestione alla guida alpina Franco Perlotto. che lo ha gestito fino all'estate del 2020 .  
A causa di crolli di blocchi di ghiaccio del seracco Whymper e all'aumento di velocità nei movimenti del ghiacciaio di Plancipieux il sentiero di accesso al rifugio è stato più volte chiuso per ordinanze del prefetto (1998, 2009, 2013, 2019) e riaperto per revoca dell'ordinanza  pochi mesi dopo.  
I movimenti del ghiacciaio di Plancipieux e del seracco Whymper, sono attualmente monitorati da tecnici del Cnr e della Fondazione Montagna Sicura tramite una apposita stazione di rilevamento sperimentale posizionata sul Mont de la Saxe, sul versante della Val Ferret opposto al rifugio.

## Caratteristiche e informazioni
È posizionato su un isolotto roccioso tra il ghiacciaio di Planpincieux e il ghiacciaio delle Grandes Jorasses a 2803 m sul livello del mare. Sebbene sia aperto da giugno a settembre, a volte chiude in anticipo a causa della neve. È possibile pernottarvi, anche se dato l'esiguo numero di posti disponibili (25) è solitamente meglio prenotare.

## Accessi
L'accesso avviene, in circa quattro ore, dall'inizio della Val Ferret, dalla località Planpincieux (1578 m) di Courmayeur. Il percorso prima era classificato EE (per escursionisti esperti) ma da maggio 2020, per accordo tra CAI di Torino, Fondazione Montagna Sicura, Comune di Courmayeur e Società delle Guide di Courmayeur  è  classificato F (alpinistico facile) in quanto si declina ai fruitori la responsabilità di verificare le condizioni di pericolosità. Il tracciato presenta brevi tratti attrezzati con corde fisse e alcuni passaggi esposti. È dunque opportuno recarvisi forniti di attrezzatura adeguata (casco consigliato), allenamento e notevole esperienza.

## Ascensioni
- Punta Walker e tutto il massiccio delle Grandes Jorasses (4208 m)
- Il rifugio è punto di riferimento per gli alpinisti che percorrono la cresta di Rochefort o che scendono dalle vie alpinistiche  dei versanti nord ed est delle Jorasses.
- Dal rifugio si accede alle vie classiche e sportive di arrampicata della Tour di Jorasses (3813 m) e agli itinerari sportivi chiodati tra il 2014 e il 2020 sulla Bouteille delle Grandes Jorasses (3301m) [8] [9].